# Volo Avensa 007
L'incidente del volo Avensa 007 si verificò l'11 marzo 1983, quando un Douglas DC-9 di Avensa, operante un volo regionale dall'aeroporto di Caracas all'aeroporto di Barquisimeto, in Venezuela, atterrò con violenza ed uscì di pista esplodendo.

## L'incidente
I piloti del Douglas DC-9, codice di immatricolazione YV-67C, decisero di effettuare un avvicinamento ILS nel mezzo di una fitta nebbia all'aeroporto di Barquisimeto, la loro destinazione. Il DC-9 atterrò bruscamente a 1.015 metri oltre la soglia della pista, causando il collasso del carrello d'atterraggio. Successivamente il velivolo uscì di pista ed esplose. L'aereo trasportava 45 passeggeri e 5 membri dell'equipaggio, di cui morirono un membro dell'equipaggio e 22 passeggeri, mentre dieci passeggeri rimasero gravemente feriti.

## L'indagine
Le probabili cause sono state indicate come "decisioni sbagliate prese in volo e supervisione inadeguata del volo".